# Деструктивна гідрогенізація
Деструктивна гідрогенізація — переробка бідних воднем низькосортних палив (кам'яного вугілля, сланців, кам'яновугільної смоли, мазутів) з метою перетворення їх в збагачені воднем палива і масла або в сировину, придатну для подальшої переробки.

## Загальна характеристика
Процес деструктивної гідрогенізації проводять при 400–560 °С і тиску H2 20–70 Мн/м² (200–700 кгс/см²) в присутності каталізаторів, що містять залізо, молібден, нікель або вольфрам, в дві або три стадії в залежності від характеру сировини, що переробляється.
Основними реакціями є гідрування — приєднання водню до ароматичних і ненасичених вуглеводнів і гетероциклічних сполук, і деструктивне гідрування, тобто реакція розщеплення молекул сировини з приєднанням до них водню. В результаті утворюються продукти більш легкі, ніж вихідна сировина, і з великим вмістом водню.
Деструктивна гідрогенізація вперше була застосована на початку 20 ст. в Німеччині (Ф. Бергіус) для переробки вугілля. З огляду на велику витрату водню, складного технологічного оформлення процесу деструктивної гідрогенізації в такому варіанті в післявоєнний період (після 1945 р.) розвитку не отримала. В даний час широко застосовують інший варіант деструктивної гідрогенізації — так званий гідрокрекінг, при тиску H2 3–10 Мн/м² (30–100 кгс/см²) в присутності каталізаторів, що приводить до досить глибокого перетворенню сировини при меншій витраті водню (1–3 % на сировину).
Наприкінці ХХ і на початку ХХІ ст. значення деструктивної гідрогенізації зросло у зв'язку із залученням до переробку важких смолистих нафт з високим вмістом сірки.
Різновидом процесу деструктивної гідрогенізації є гідрогеноліз, застосовуваний для отримання незаміщених ароматичних вуглеводнів з алкілзаміщених, наприклад бензолу з толуолу і т. ін., що проводиться при 800 °С (без каталізатора) або при 620–650 °С (з каталізатором) під тиском H2 6,5–10 Мн/м² (65–100 кгс/см²). Проміжним процесом між деструктивною гідрогенізацією і недеструктивним гідруванням є гідрогенізаційна очистка палив.